# Pelurga unicolor
Pelurga unicolor là một loài bướm đêm trong họ Geometridae.